# Niobofil·lita
La niobofil·lita és un mineral de la classe dels silicats, que pertany al grup de l'astrofil·lita. Rep el nom pel seu contingut en niobi i del terme grec phyllos (φύλλον), fulles, en al·lusió al seu hàbit foliat.

## Característiques
La niobofil·lita és un silicat de fórmula química (K,Na)₃(Fe,Mn)₆(Nb,Ti)₂Si₈(O,OH,F)31. Cristal·litza en el sistema triclínic. La seva duresa a l'escala de Mohs es troba entre 3 i 4.
Segons la classificació de Nickel-Strunz, la niobofil·lita pertany a «09.DC - Inosilicats amb ramificacions de 2 cadenes senzilles periòdiques; Si₂O₆ + 2SiO₃ Si₄O₁₂» juntament amb els següents minerals: astrofil·lita, hidroastrofil·lita, kupletskita, magnesioastrofil·lita, zircofil·lita, kupletskita-(Cs), niobokupletskita, nalivkinita i sveinbergeïta.

## Formació i jaciments
Va ser descoberta al Mann 2, un llac del complex alcalí de Seal Lake, a Labrador (Terranova i Labrador, Canadà). També ha estat descrita en altres indrets propers, a la mateixa regió canadenca, així com al complex d'Ilímaussaq (Groenlàndia), al mont Malosa (Malawi), i al complex alcalí de Pilanesberg (Sud-àfrica).